# Cmentarz w Mościcach
Cmentarz w Mościcach – czynny cmentarz komunalny w Tarnowie, w dzielnicy Mościce.
Cmentarz powstał jako parafialny dla parafii w Mościcach w 1941. Granicę wytyczono przy granicy z gruntami sołectwa w Zbylitowskiej Górze. Na gminnym błoniu, koło lasu nazywanego Sośnina, wydzielono teren o kształcie wydłużonego nieregularnego czworokąta o najdłuższym boku ok. 245 m i najkrótszym ok. 57 m. Przygotowywując cmentarz zniwelowano i odwodniono teren. Konieczne prace wykonali mieszkańcy części parafii. Najbardziej intensywnie pracowano we wrześniu i październiku. Zasadzono wtedy żywopłot i drzewa. Pierwszą osobę, mieszkańca Świerczkowa, pochowano w dniu 1 października 1941.
W 1950 zbudowano kaplicę cmentarną, którą odnowiono w 2010. W latach 1979–1980 cmentarz został poszerzony, zaczął spełniać funkcję cmentarza komunalnego. Dla upamiętnienia pochowanych poległych, w miejscu szerokiego grobu ziemnego, w 1975 wybudowano pomnik wg projektu arch. Jacka Sumary.